# NVR

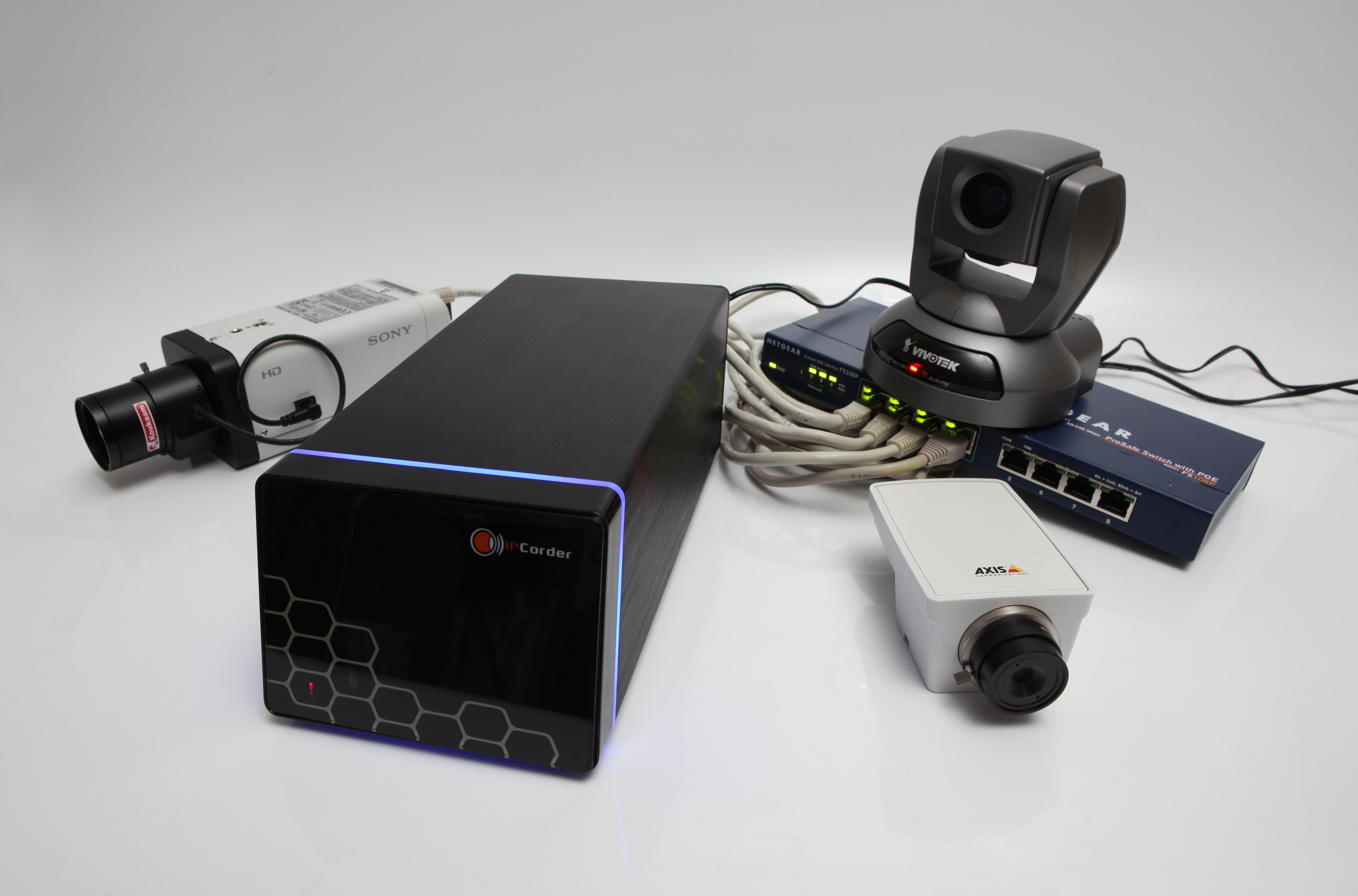
NVR

Network Video Recorder (NVR), també conegut com a Time shifting sobre la Xarxa, és un sistema que permet l'enregistrament d'informació digital com ara pel·lícules o programes de televisió a un dispositiu que no es troba físicament a la xarxa.
Es pot considerar com un PVR que en comptes d'estar a casa de l'usuari està a les dependències del proveïdor de continguts. Això permet una reducció de la complexitat dels terminals que són a casa dels usuaris finals. A més, és un servei molt útil quan la plataforma de l'usuari té poca capacitat de magatzematge.
Igual que succeía amb el Time shifting aquest servei permet enregistrar i guardar informació per escoltar-la, llegir-la o visionar-la posteriorment quan desitgi l'usuari.

## Arquitectura del Servei
Actualment existeixen dues topologies:
- Servei Multicast/Unicast:

El seu funcionament és molt simple. El servidor de Broadcasting emet en multicast als usuaris finals. Quan un d'ells requereix la còpia i l'emmagatzematge d'un programa en concret, el servidor de Broadcastig guarda la informació a dintre d'un servidor Time shifting. Posteriorment, quan l'usuari ho requereixi el servidor de Time shifting enviarà aquesta informació directament a l'usuari final en unicast.
- Servei baix demanda:

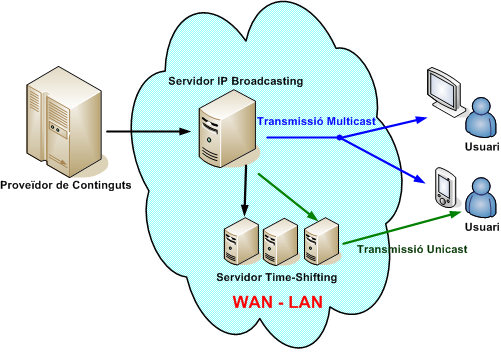
Topologia Multicast/Unicast

L'usuari demana directament el contingut que vol veure i el servidor de Time shifting li proporciona directament amb connexió unicast. Aquí no existeix la necessitat de tenir separació entre el servidor de Broadcasting i el de Time shifting.

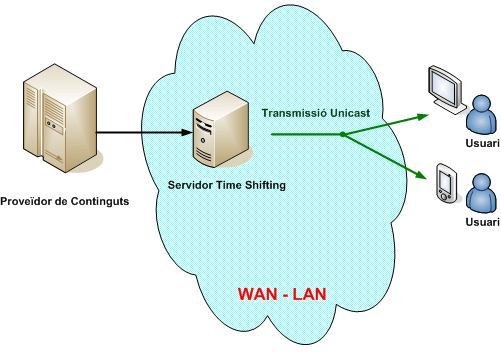
Topologia Multicast/Unicast

## Aplicacions
- Serveis Multimedia: Existeix una forta controvèrsia amb els temes legals.

L'empresa Cablevision està actualment en judicis amb Disney, Paramount Pictures i Universal entre d'altres que l'acusen de copiar informació privada amb copyright.
- Aplicacions en Seguretat IP.Actualment és un dels serveis que han impulsat més aquesta tecnologia.

Principalment funcionen a dintre de xarxes LAN però tenen la capacitat de fer-ho a xarxes de mida major.
D'aquesta forma es tenen les dades centralitzades a un mateix punt i és més fàcil accedir-hi i protegir-les davant atacs maliciosos.

## Requeriments
- Cartelleres de Programació avançades i seguides amb rigor.
- El subscriptor ha de poder triar l'estàndard de codificació adequat en funció del terminal a emprar.
- El Proveïdor del Servei ha de garantir una mínima qualitat(QoS) d'aquest.
- S'ha de poder tarificar a l'usuari en funció de la taxa de transmissió, la memòria emprada i dels programes visualitzats.